# Yuggoth
Yuggoth (o Iukkoth) è un pianeta immaginario del Ciclo di Cthulhu. Lo stesso Howard Phillips Lovecraft, nel racconto Colui che sussurrava nelle tenebre, fa capire che Yuggoth è il pianeta Plutone (di cui aveva teorizzato l'esistenza nel 1906). Altri scrittori sostengono che sia un enorme oggetto transnettuniano che orbita perpendicolarmente all'eclittica del sistema solare.

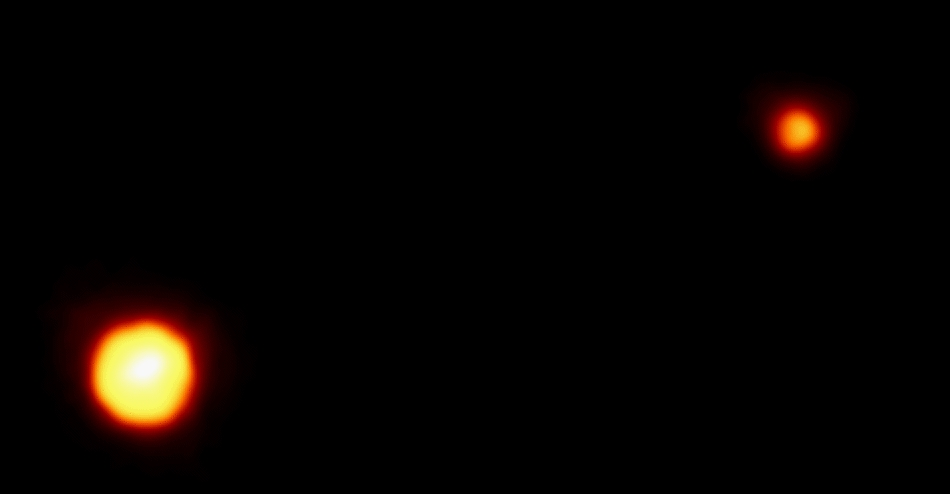
Il pianeta Plutone identificato come Yuggoth nei racconti di H. P. Lovecraft

## Yuggoth nel Ciclo
Yuggoth è il pianeta dove gli extraterrestri Mi-go hanno stabilito una colonia. La città dei Mi-go sorge sul bordo di un pozzo dove abita un'antica e spaventosa entità, temuta dagli abitanti, che periodicamente risale dal pozzo e può essere vista direttamente; in questi casi i Mi-go abbandonano la città.
L'essere, chiamato Cxaxukluth e "figlio" per fissione spontanea di Azathoth, insieme a Tsathoggua e i suoi genitori, migrò a Yuggoth da Xoth. La progenie di Cxaxukluth abbandonò il proprio patriarca cercando rifugio nelle profonde viscere di Yuggoth, a causa delle tendenze cannibalistiche del padre, e ben presto lasciò Yuggoth. A tutt'oggi Cxaxukluth abita ancora il pianeta.

### Il metallo Tok'l
Su Yuggoth, i Mi-go estraggono uno strano metallo conosciuto come Tok'l. Il Tok'l è utilizzato principalmente per la costruzione dei famosi "cilindri cerebrali" dei Mi-go ma ha anche altri usi rituali.

## Le lune di Yuggoth

### Nithon
Nithon è una luna nuvolosa di Yuggoth. È coperta di funghi e ha delle nuvole luminescenti che bloccano tutta la luce solare.

### Thog e Thok
Thog e Thok sono due lune gemelle di Yuggoth. Si conosce molto poco di queste lune, di Thog si dice che sia un pianeta oscuro. Sulla superficie di Thog c'è la fantastica Ghooric Zone, una caverna sotterranea illuminata di verde contenente un lago putrido dove si tuffano le orrende bestie soffianti chiamate Shoggoth.